# Гжельский сельский округ
Гжельский сельский округ — упразднённая административно-территориальная единица, существовавшая на территории Раменского района Московской области в 1994—2006 годах.
Гжельский сельсовет был образован в первые годы советской власти. По данным 1919 года он входил в состав Гжельский волости Бронницкого уезда Московской губернии.
В 1923 году к Гжельскому с/с был присоединён Обуховский с/с, но уже в 1925 году он был выделен обратно.
В 1926 году Гжельский с/с включал село Гжель, агропункт и 2 железнодорожных будки.
В 1929 году Гжельский с/с был отнесён к Раменскому району Московского округа Московской области.
20 июня 1936 года к Гжельскому с/с был присоединён Трошковский сельсовет (селение Трошково).
10 апреля 1953 года из Гжельского с/с в Речицкий было передано селение Трошково.
14 июня 1954 года к Гжельскому с/с был присоединён Григоровский с/с.
3 июня 1959 года Раменский район был упразднён и Гжельский с/с вошёл в Люберецкий район.
28 июля 1960 года Гжельский с/с был передан в восстановленный Раменский район.
1 февраля 1963 года Раменский район был вновь упразднён и Гжельский с/с вошёл в Люберецкий сельский район. 11 января 1965 года Гжельский с/с был возвращён в восстановленный Раменский район.
30 декабря 1977 года из Речицкого с/с в Гжельский было возвращено селение Трошково.
3 февраля 1994 года Гжельский с/с был преобразован в Гжельский сельский округ.
27 декабря 2002 года к Гжельскому с/о был присоединён Речицкий сельский округ. При этом центр Гжельского с/о был перенесён в селение Речицы.
В ходе муниципальной реформы 2004—2005 годов Гжельский сельский округ прекратил своё существование как муниципальная единица. При этом все его населённые пункты были переданы в Сельское поселение Гжельское.
29 ноября 2006 года Гжельский сельский округ исключён из учётных данных административно-территориальных и территориальных единиц Московской области.